# Nowe Niderlandy
Nowe Niderlandy, znane potocznie jako Nowa Holandia, Nowa Belgia (niderl. Nieuw-Nederland) – kolonia holenderska założona w Ameryce Północnej u ujścia Rzeki Hudsona w 1614 i istniejąca do 1664 roku. Ponownie przejęta militarnie przez Holendrów na krótki okres w 1674 roku.
W 1614 roku wyprawa odkrywcza prowadzona przez kapitana Henry’ego Hudsona, i zorganizowana przez Kompanię Zachodnioindyjską, płynąc od południa, wzdłuż wschodniego wybrzeża Ameryki Północnej, odkryła Zatokę Delaware. Jej gościnne wybrzeża stały się zaczątkiem holenderskiej kolonii. Już tego samego roku Holendrzy założyli dwie faktorie handlowe: Nowy Amsterdam na wyspie Manhattan (dzisiejszy Nowy Jork) i Fort Orange w środkowym biegu Rzeki Hudsona (dzisiejsze Albany). Podstawą gospodarki kolonii był handel futrami prowadzony z Indianami z północy za pośrednictwem Irokezów. W 1629 wprowadzono także osadnictwo na feudalnej zasadzie senioratu. Nieprzystający do lokalnych potrzeb system, który miał być kopią feudalnych stosunków własnościowych typowych dla Europy, zakończył się fiaskiem. Rozwijało się natomiast indywidualne osadnictwo.
Władzę w kolonii sprawował gubernator generalny wyznaczany przez radę nadzorczą kompanii. Nowa Holandia, która z czasem wchłonęła Nową Szwecję – inną kolonię istniejącą w tym samym rejonie, ostatecznie uległa naporowi brytyjskiemu. W 1664 brytyjska flota inwazyjna zajęła praktycznie niebronioną kolonię, tworząc Nowy Jork. Ostatni gubernator Nowej Holandii Peter Stuyvesant po nieskutecznych próbach oporu militarnego pozostał w Ameryce, zajmując się uprawą roli.

Nowe Niderlandy i Nowa Szwecja w 1638

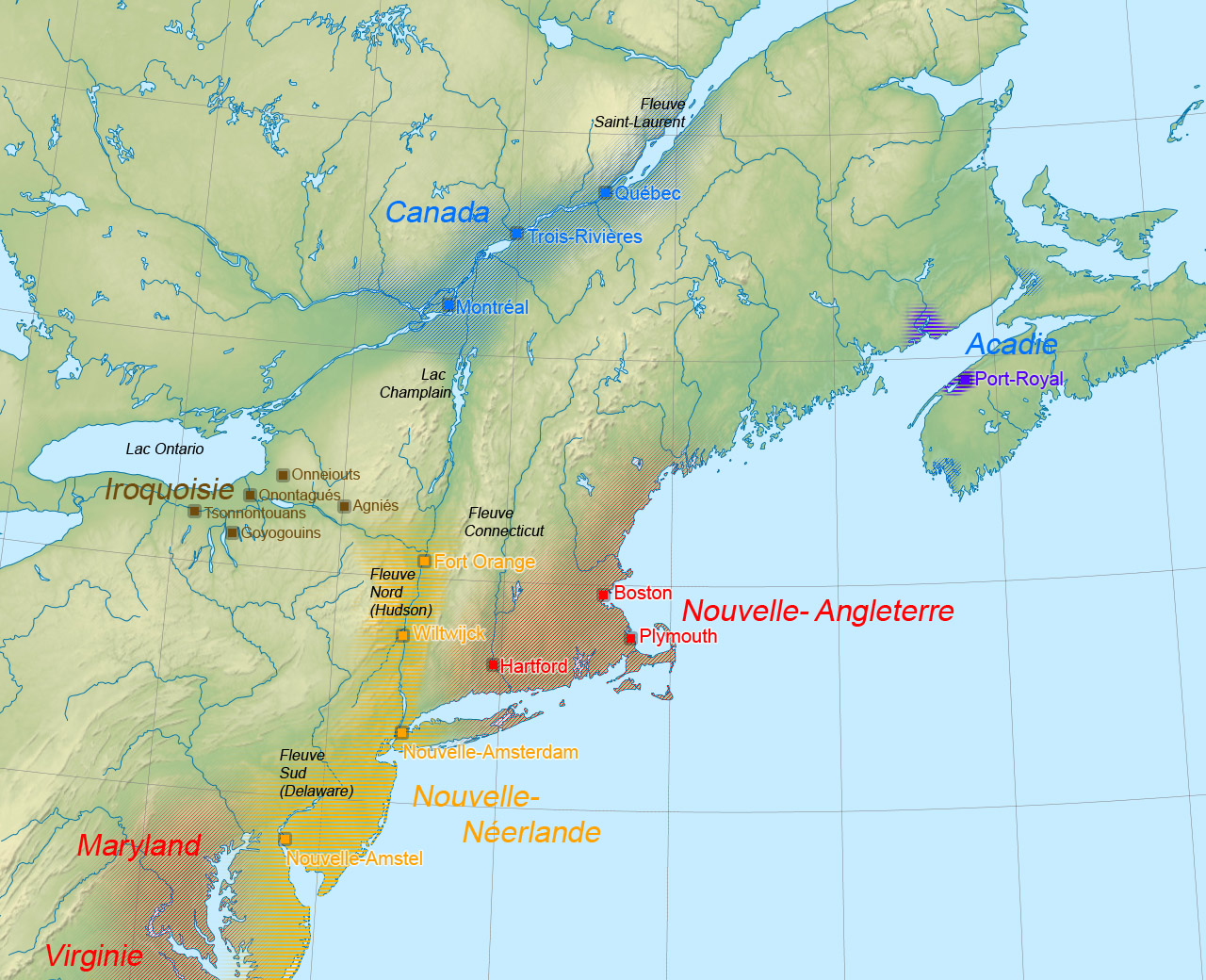
Wschodnie wybrzeże Ameryki w 1664